# John Wells (remer)
John Wells (Mississipi, 1859 – Nova Orleans, Louisiana, 18 d'abril de 1929) va ser un remer estatunidenc que va competir a cavall del segle xix i el segle xx.
El 1904 va prendre part en els Jocs Olímpics de Saint Louis, on va guanyar la medalla de bronze en la prova de doble scull del programa de rem, fent parella amb Joseph Ravannack.